# Ekkehard Weber
Ekkehard Weber (* 30. April 1940 in Wien) ist ein österreichischer Althistoriker, Epigraphiker und Altphilologe und emeritierter Universitätsprofessor für Alte Geschichte an der Universität Wien.

## Lebenslauf
Nach der Matura am Wiener Realgymnasium GRG7 Kandlgasse 1958 studierte Weber ein Semester lang Botanik, Zoologie und Physik, ehe er zu Klassischer Philologie, Germanistik und Alter Geschichte wechselte, wobei er sich besonders für die Geschichte Österreichs während der Römerzeit interessierte. Seine Dissertation schrieb er bei Artur Betz (Supplementum epigraphicum zum Corpus Inscriptionum Latinarum/CIL III für Salzburg, Steiermark, Oberösterreich und das norische Niederösterreich). Die Promotion zum Dr. phil. erfolgte am 25. November 1964.
1965 und 1970/71 war er Auslandsstipendiat am österreichischen Kulturinstitut in Rom. Mitte der 60er Jahre leistete er auch einen verlängerten Präsenzdienst beim österreichischen Bundesheer und leistete archäologische Grabungstätigkeit im Auftrag des Rheinischen Landesmuseums Bonn. Am 1. Jänner 1967 wurde er Assistent am Institut für Österreichische Rechtsgeschichte, dann am Institut für Alte Geschichte und Altertumskunde der Universität Graz. In Graz verfasste er zwei bedeutende Publikationen. Für „Römerzeitliche Inschriften in der Steiermark“ betrieb er eine umfangreiche Feldforschung neben der Arbeit am Schreibtisch. 
Am 1. März 1971 wurde er Assistent am Institut für Alte Geschichte und Klassische Archäologie an der Universität Wien. Habilitiert wurde er am 25. Juli 1975. Zu seinen Dienstpflichten gehörte seit 1973 (Berufung von Gerhard Dobesch an die Universität Graz) die Betreuung der Institutsbibliothek. Am 1. Oktober 1980 wurde er zum Außerordentlichen Professor für Römische Geschichte und Lateinische Epigraphik an der Universität Wien ernannt, später wurde er mit dem Titel „Universitätsprofessor“ einem Ordentlichen Universitätsprofessor gleichgestellt. 1981 bis 2005 war er mit einer kurzen Unterbrechung Vorstand des Instituts für Alte Geschichte an der Universität Wien. 
Daneben war er viele Jahre lang Vorsitzender der Studienkommission Alte Geschichte und Altertumskunde und Präses der entsprechenden Prüfungskommission. 1983 absolvierte er ein zweites Habilitationsverfahren zur Erweiterung seiner Lehrbefugnis auf das gesamte Gebiet der Alten Geschichte. Seit 1974 wurde Weber immer wieder in akademische Gremien und Kommissionen gewählt, teilweise in leitender Position. Er ist einer der wenigen Wissenschaftler, die allen drei Senaten der Universität Wien (UOG 1975, UOG 1993, UG) angehörten. 1979 wurde er korrespondierendes Mitglied des Deutschen Archäologischen Instituts. 1979/80 war er Vertreter der Universitätsdozenten im Akademischen Senat.
Seit 16. Juli 1993 ist er Mitglied der Akademie der Wissenschaften Bologna, weiterhin Mitglied der Association Internationale d' Epigraphique Grecque et Latine. Seit 18. April 1999 ist er Mitglied des Österreichischen Archäologischen Instituts. Weiterhin war er Mitglied, seit 2000 Vorsitzender, des Kollegiums der Geistes- und Kulturwissenschaftlichen Fakultät. Weber ist Träger des Ehrenkreuzes für Wissenschaft und Kunst. 2005 wurde er peer Evaluator am Dipartimento di storia antica an der Universität Bologna, einem der größten altertumswissenschaftlichen Institute. Seine Emeritierung erfolgte am 30. September 2007, er setzt jedoch weiterhin seine Unterrichtstätigkeit an der Universität Wien fort und forscht über Römische Geschichte, Epigraphik und Geographie. Am 17. Jänner 2008 wurde er zum Ehrensenator der Universität Wien ernannt.
Er hält jedoch weiterhin Lehrveranstaltungen ab und leitet bis 28. Februar 2013 das Projekt (finanziert vom Fonds zur Förderung der wissenschaftlichen Forschung) Neuauflage des CIL III (Bände Pannonien und Noricum).
2004/05 begann er an der Universität Wien das Studium der Rechtswissenschaften, das er am 14. Oktober 2010 mit dem Magister abschloss.
Weber ist seit 1984 mit der Mykenologin Ingrid Weber-Hiden verheiratet und hat drei Söhne.

## Lehr- und Unterrichtstätigkeit
Weber unterrichtet seit 1974 an der Universität Wien, zusätzlich unterrichtete er 1976–1978 an der Universität für Bildungswissenschaft in Klagenfurt und im WS 1979/80 an der Universität Salzburg und in Graz. Er beschäftigte sich auch mit der Didaktik der Alten Geschichte inklusive der Lehreraus- und -fortbildung und der sinnvollen Organisation von Massenlehrveranstaltungen, wobei er seit mehreren Jahren das Guided Reading bevorzugt. Daneben leitet er immer wieder Kurse und Führungen an Wiener Volkshochschulen und hält Vorträge bei wissenschaftlichen Gesellschaften, weltweit hielt er über 150 Fachvorträge bis Jänner 2008.
Zentrales Anliegen ist ihm auch die Vermittlung der Altertumswissenschaften an eine breite Öffentlichkeit (Mitwirkung an Schulbüchern, der Fachdidaktik, der Lehrerfortbildung, sowie das Verfassen von populärwissenschaftlichen Publikationen und das Abhalten populärwissenschaftlicher Vorträge).
Weiterhin ist er Fachgutachter und peer-reviewer.

## Forschungsschwerpunkte
Den Schwerpunkt seiner Forschungen bilden die lateinischen Inschriften vor allem des österreichischen Raumes, die römische Altertumskunde und die Geschichte der Römer in Österreich. Andere Spezialgebiete sind antike Geographie und Kartographie (Tabula Peutingeriana, Karte von Madaba), die antike Chronologie und die Geschichte der Altertumswissenschaften, insbesondere die seines Institutes. Geplant ist auch noch ein Forschungsvorhaben zum Zeitalter Diokletians.
Auf dem Gebiet der Epigraphik gehört er zu den international führenden Experten, er gilt auch als einer der besten Kenner der Austria Romana.

## Methoden/Zugangsweisen
Ekkehard Weber genoss eine umfassende Ausbildung der sogenannten Wiener Schule der Altertumswissenschaften (geht über Eugen Bormann und Otto Hirschfeld auf Theodor Mommsen zurück). Dieser Ansatz ist quellenorientiert und stellt hohe Anforderungen an die philologischen Fähigkeiten. Weber verlangt gleiche Gewichtung der Alten Geschichte, der Klassischen Philologie und der Klassischen Archäologie. Zentral sind für ihn penible Editionsarbeit gemeinsam mit historischer Auswertung. Die Inschriften sollen im historischen Kontext aufgearbeitet und in der modernen Geschichtsforschung angemessen berücksichtigt werden.
Weber ist Verfechter des Humboldtschen Prinzips der Einheit von Forschung und Lehre. Der wichtigste Zugang ist für Weber die Frage, was man aus den Quellen herauslesen kann. Quellenstudien sind für ihn der zentrale Teil wissenschaftlicher Arbeiten.

## Schriften von Ekkehard Weber
Bis Jänner 2008 schrieb Weber
einige Monographien,
über 150 Aufsätze,
ca. 70 Rezensionen
sowie populärwissenschaftliche Darstellungen
Er verfasste Einzeluntersuchungen, wirkte andererseits an Corpora von Inschriften mit. Beim Corpus Inscriptionum Latinarum (CIL) ist er verantwortlich für die Inschriften der Provinzen Noricum und Pannonien und leistet die Grundlagenforschung. Weiterhin verfasst er Artikel zu rechts- und religionshistorischen Fragestellungen, viele davon in italienischer Sprache.
Die Tabula-Peutingeriana-Ausgabe war die erste kommentierte Faksimile-Ausgabe. In ihr zeigte er, dass die Tabula vom Anfang des 5. Jahrhunderts n. Chr. stammte und als Vorlage eine Karte von Agrippa, dem Mitstreiter und Schwiegersohn des Augustus, diente.
- Ekkehard Weber, Supplementum epigraphicum zum Corpus Inscriptionum Latinarum/CIL III für Salzburg, Steiermark, Oberösterreich und das norische Niederösterreich, phil. Diss., Wien 1964
- Ekkehard Weber, Die römerzeitlichen Inschriften in der Steiermark, Habil.-Schr., Graz 1969
- Ekkehard Weber, Tabula Peutingeriana, Codex Vindobonensis 324. Fac-simile-Ausgabe mit Kommentar, Graz 1976, Neuausgabe in Vorbereitung, Beschreibung in polnischer Sprache Poznań 1998
- Ekkehard Weber, Aus Österreichs römischer Vergangenheit, Wien 1990 (= Neuausgabe eines Buches von Artur Betz)
- Ekkehard Weber/Franziska Beutler (Hg), Die römerzeitlichen Inschriften aus Rom und Italien in Österreich, Wien 1997
- Ekkehard Weber, Augustus, Meine Taten, 6. Auflage, München 1999

Ekkehard Weber ist auch Gründungsmitglied, Herausgeber und Mitherausgeber von Fachzeitschriften (Römisches Österreich, Tyche) und wissenschaftlichen Sammelwerken sowie Mitarbeiter an mehreren Schulbüchern für Geschichte und Latein.

## Publikationen über Ekkehard Weber
- Kürschners Deutscher Gelehrtenkalender, regelmäßige Neuauflagen
- Wolfgang Hameter, Das Institut für Alte Geschichte, Klassische Archäologie und Epigraphik, in: Die Monatsscherbe VI/1988, S. 10ff.
- Na Prof!, Professorenanalyse der AG Geschichte vom SS 1996, Wien o. J., S. 17f.
- Das Studienjahr…an der Universität Wien, erschien jährlich bis 1981/82, Jahrbuch der Universität Wien 1982/83 (danach eingestellt), enthält Biographie und Institutsberichte.
- Fritz Fellner, Doris A. Corradini (Hrsg.): Österreichische Geschichtswissenschaft im 20. Jahrhundert. Ein biographisch-bibliographisches Lexikon (= Veröffentlichungen der Kommission für Neuere Geschichte Österreichs. Bd. 99). Böhlau, Wien u. a. 2006, ISBN 3-205-77476-0, S. 441.

Festschriften:
- Franziska Beutler/Wolfgang Hameter (Hg), „Und das nächste Jahrtausend beginnt…“. Millenniumsfestschrift zur Wiederkehr des dies natalis von Ekkehard Weber, Wien 2000
- Franziska Beutler/Wolfgang Hameter (Hg), Eine ganz normale Inschrift…und ähnliches zum Geburtstag von Ekkehard Weber am 30. April 2005, Wien 2005 (= Althistorisch-epigraphische Studien, Band 5)